# Lastreopsis exculta
Lastreopsis exculta là một loài thực vật có mạch trong họ Dryopteridaceae. Loài này được (Mett.) Tindale miêu tả khoa học đầu tiên năm 1957.